# Claude de L'Aubespine
Claude de l'Aubespine, seigneur de Hauterive et de la Forêt-Thaumieres, barone di Châteauneuf-sur-Loire (1510 – 11 novembre 1567), è stato un diplomatico francese e segretario di Stato.

## Biografia
Figlio di Claude de L'Aubespine, avvocato al presidiale di Orléans, e di Margherita Le Berruyer, dama de La Corbillère, dal 1537 al 1567 fu uno dei quattro segretari di Stato (ministri che amministravano il governo). Fu uno dei plenipotenziari di Francia al Trattato di Cateau-Cambrésis, che pose fine alla guerra d'Italia del 1551-1559.

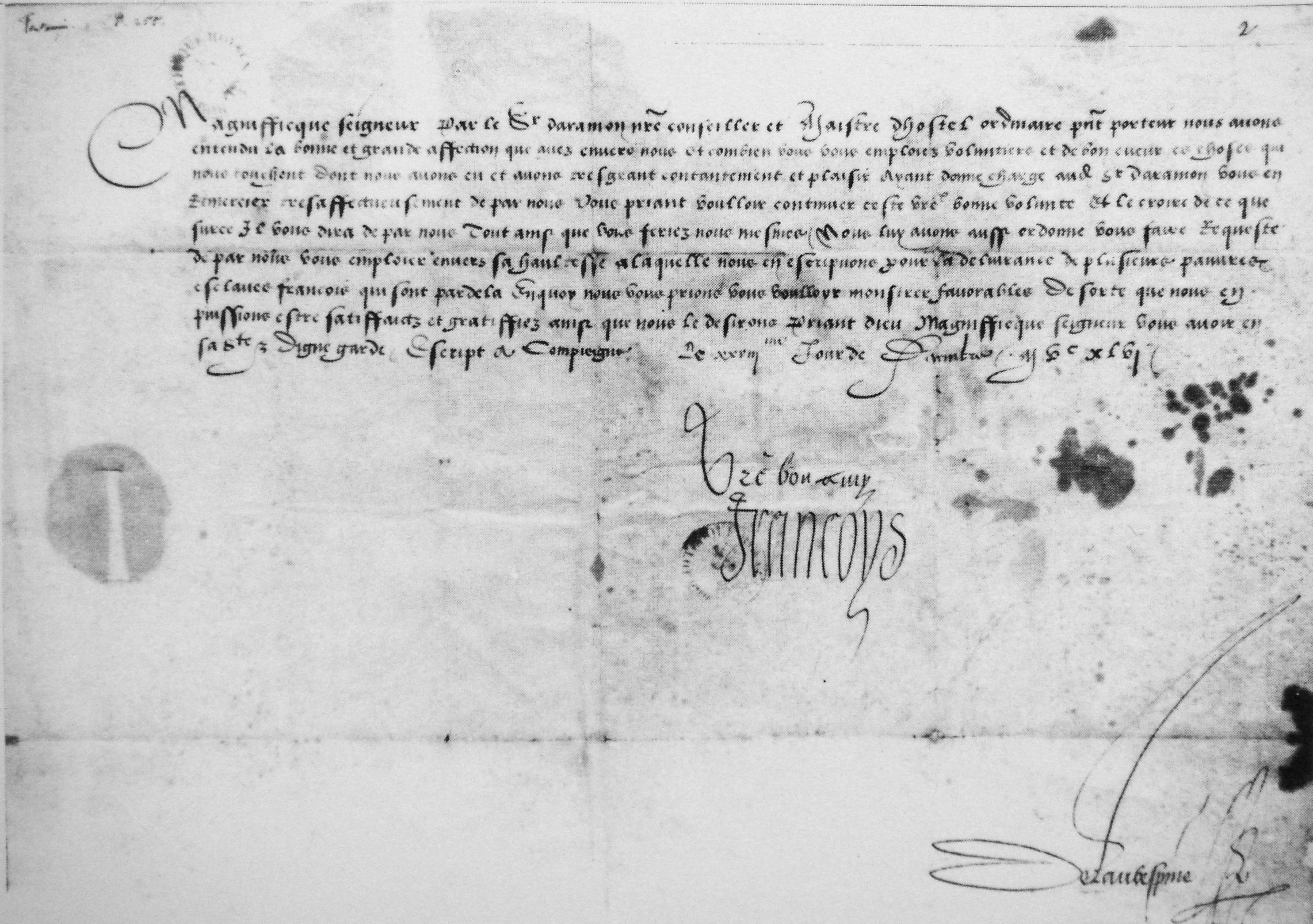
Lettera di Francesco I al dragomanno Ottomano Janus Bey, del 28 dicembre 1546, consegnata da D'Aramon. La lettera è controfirmata dal Segretario di Stato Claude de L'Aubespine.

Fu segretario di stato sotto i re Francesco I, Enrico II, Francesco II e Carlo IX.
Era associato all'Assemblea dei Notabili a Fontainebleau, dove produsse un editto di tolleranza per le riforme (1560) e la reddition de Bourges (1562).